# هارتلي سوندرز
هارتلي سوندرز (بالإنجليزية: Hartley Saunders) هو منافس ألعاب قوى باهاماسي، ولد في 7 نوفمبر 1943، وتوفي في 9 يونيو 2004.

## وصلات خارجية
- هارتلي سوندرز على موقع أوليمبيديا (الإنجليزية)